# Gemüsevelouté
Gemüsevelouté ist eine Velouté aus Gemüsefond und gehört zu den weißen Grundsaucen.
Sie ist die Basis zahlreicher Saucen für Gerichte aus Gemüse. Hierfür wird Mehl in Butter angeschwitzt, mit Gemüsefond aufgegossen und langsam gekocht (mindestens 15 Minuten, um den Mehlgeschmack zu verlieren). Im Gegensatz zu einer Béchamelsauce wird eine Veloute zu Beginn mit mehr Flüssigkeit zubereitet und dann auf die gewünschte Viskosität eingekocht.